# Don Digirolamo
Don Digirolamo é um sonoplasta estadunidense. Venceu o Oscar de melhor mixagem de som na edição de 1983 por E.T. the Extra-Terrestrial, ao lado de Robert Knudson, Robert Glass e Gene Cantamessa.